# Jeppe Madsen Paulin
Jeppe Hansen Madsen Paulin (født 24. juli 1845 i Vester Vamdrup, død 12. juni 1927 i Kolding) var en dansk gårdejer og politiker. Han var medlem af Folketinget for Højre fra 1892 til 1898.
Paulin var søn af gårdejer Mads P.J. Paulin i Vester Vamdrup vest for Vamdrup. Han blev uddannet på Søgård Landboskole i 1865-1866 og overtog sin fars gård på 4½ tønder hartkorn i 1872. Han var medlem af sognerådet i Vamdrup-Hjarup Kommune fra 1877 til 1882, hvoraf tre år var som sognerådsformand, og medlem af amtsrådet i Ribe Amt fra 1886 til 1907. Paulin blev sognefoged i 1886 og havde flere forskellige tillidsposter.
Han stillede op for Højre i Vonsildkredsen ved folketingsvalget i 1892 mod kredsens medlem af Folketinget, redaktør Enevold Sørensen fra Venstre. Paulin vandt snævert med 793 stemmer mod 783 stemmer til Enevoldsen. Ved folketingsvalget i 1895 kæmpede de to igen i Vonsildkredsen, og denne gang vandt Paulin med en overvægt på 25 stemmer. Men ved valget i 1898 var Enevoldsen rykket til Koldingkredsen, og Paulin kæmpede mod gårdejer Anders Jessen fra Venstrereformpartiet som vandt over Paulin med et flertal på næsten 200 stemmer. Paulin stillede ikke op igen efter sit nederlag.
I 1912 blev Paulin udnævnt til ridder af Dannebrog.